# Infinito (Raf)
Infinito è un brano scritto, prodotto ed eseguito da Raf, primo singolo estratto dal suo album del 2001 Iperbole. Il singolo ottiene un grande successo nell'estate, arrivando alla vetta della classifica dei singoli più venduti in Italia il 12 luglio 2001.

## Descrizione
Il brano ha una struttura piuttosto insolita per lo stile di Raf (anche se in seguito verrà adottata piuttosto spesso). Sulla melodia principale il testo romantico di "Infinito" viene quasi parlato, anziché cantato, con una parte, subito dopo il primo ritornello, letteralmente rappata.

## Video musicale
Il videoclip è stato girato al Parque das Nações (Lisbona), col cantante che passeggia sopra il ponte Vasco da Gama sul fiume Tago.

## Classifiche

### Classifiche settimanali
| Classifica (2001) | Posizione massima |
| ----------------- | ----------------- |
| Italia            | 1                 |

### Classifiche di fine anno
| Classifica (2001) | Posizione |
| ----------------- | --------- |
| Italia            | 4         |